# 广德号站
广德号站是一个京通线上的铁路车站，位于河北省承德市围场满族蒙古族自治县广德号村，建于1980年，目前为四等站，邮政编码为068465。目前客运：办理旅客乘降；行李、包裹托运；不办理货运营业。